# Steklinko
Steklinko (do 1945 r. niem. Bayershöhe) – wieś w Polsce położona w województwie zachodniopomorskim, w powiecie gryfińskim, w gminie Gryfino. 
Wieś leży 2 km od drogi z Gryfina do Bań. Jest to typowa wieś ulicówka na zboczu doliny i na "Bawarskich Wzgórzach". Na początku wsi stary ewangelicki cmentarz. 
W latach 1975–1998 miejscowość administracyjnie należała do województwa szczecińskiego.